# Begonia tenuicaulis
Begonia tenuicaulis là một loài thực vật có hoa trong họ Thu hải đường. Loài này được A.DC. mô tả khoa học đầu tiên năm 1859.